# Нестеренко, Николай Дементьевич
Николай Дементьевич Нестеренко (1 сентября 1918, Берёзовка, Херсонская губерния — 11 августа 1996) — полный кавалер ордена Славы, гвардии старший сержант, командир отделения, помощник командира взвода 100-й отдельной гвардейской разведывательной роты (97-я гвардейская стрелковая Полтавская Краснознамённая ордена Суворова дивизия, 5-я гвардейская армия, 2-й и 1-й Украинский фронты).

## Биография
Родился 1 сентября 1918 года в селе Берёзовка (ныне Александрийский район, Кировоградская область, Украина) в семье рабочего. Окончил 7 классов.
Работал в местном совхозе «Большевик». В ряды Красной армии призван в октябре 1939 года.
На фронте с 1941 года. Сначала был в пехоте, а затем командовал отделением разведки. В ходе боевых действий захватил и доставил в свой штаб 25 «языков». Особенно отличился во время вылазки в село Веселовка под Кировоградом. Командир отделения 100-й отдельной гвардейской разведывательной роты (97-я гвардии стрелковая дивизия, 5-я гвардейская армия, 2-й Украинский фронт) гвардии старший сержант Нестеренко с отделением в ночь на 21 июня 1944 года в районе высоты с отметкой 192.0 (2.5 км юго-западнее населённого пункта Весёловка Бобринецкого района Кировоградской области), действуя в разведке, зафиксировал расположение огневых точек врага, ворвался в блиндаж противника, гранатами и огнём из автомата истребил несколько вражеских солдат, одного взял в плен, захватил пулемёт и без потерь возвратился в часть. Захваченный офицер сообщил очень важные данные об обороне фашистов, с помощью которых наши войска обезвредили опорные огневые точки противника и решительно перешли в наступление, добившись успеха.
В ночь на 21 июня 1944 года (Второй Украинский фронт) в районе высоты 192,0 в 2,5 км юго-западнее села Ербичени (около м. Ясы, Румыния), действуя в разведке, Нестеренко во главе группы разведчиков первым ворвался во вражеский блиндаж, гранатами и автоматным огнём уничтожил до 10 солдат противника. Захватив пленного и пулемёт, без потерь вернулся в штаб дивизии. За этот рейд был награждён орденом Славы третьей степени.
Действуя старшим группы поддержки гвардии старший сержант Нестеренко в ночь на 1 сентября 1944 года в районе северо-восточнее города Пацанув у колонии Бялобоже, в Польше, скрытно выдвинулся к переднему краю противника, автоматным огнём и гранатами уничтожил пулемёт и троих гитлеровцев. Своими решительными и смелыми действиями помог разведгруппе взять контрольного пленного. Был награждён орденом Славы второй степени.
Действуя во главе разведывательной группы в поиске на Сандомирском плацдарме (1 км юго-западнее населённого пункта Хапоча, Польша) в ночь на 22 октября 1944 года, помощник командира взвода Нестеренко с разведывательной группой под огнём противника на подручных средствах переправился через реку Чарна, перешёл минное поле, проник в расположение противника, уничтожил несколько гитлеровцев. Поняв, что группа разведчиков, которую он возглавлял, попала в окружение вызвал огонь на себя, а когда вырвались из окружения, то всё-таки захватил «языка» и доставил его в штаб дивизии. Пленный сообщил важные данные о расположении вражеских войск. За образцовое выполнение заданий командования в боях с немецко-фашистскими захватчиками и проявленные при этом мужество и отвагу Нестеренко был награждён орденом Славы первой степени (15.05.1945), став таким образом полным кавалером ордена Славы.
Победу встретил в Праге. Член ВКП(б) с 1945 года.
В 1946 году демобилизован и вернулся на родину, жил в селе Ульяновка, работал бригадиром в совхозе.
Умер 11 августа 1996 года.

## Награды
- Орден Славы 1-й степени (15.05.1945);
- Орден Славы 2-й степени (18.09.1944)[3];
- Орден Славы 3-й степени (27.06.1944)[2];
- Орден Отечественной войны 1-й степени (06.04.1985)[4];
- Орден Отечественной войны 2-й степени (24.01.1945)[5];
- Медали.